# Jakub Zhao Quanxin
Św. Jakub Zhao Quanxin (chiń. 趙全信雅格) (ur. ok. 1856 r. w Luilin, prowincja Shanxi w Chinach –  zm. 9 lipca 1900 r. w Taiyuan) – święty Kościoła katolickiego, męczennik. 

## Życiorys
Jakub Zhao Quanxin urodził się w katolickiej rodzinie w Luilin w powiecie Tayuan, prowincja Shanxi. Jego rodzicami byli Antoni Zhang Desheng i Marta Jia. Przez kilka lat służył w wojsku. Potem ożenił się i miał dwóch synów. Przeprowadził się z rodziną do Taiyuan i rozpoczął pracę w kościele jako służący.
Podczas powstania bokserów w Chinach doszło do prześladowań chrześcijan. Zarządca prowincji Shanxi Yuxian nienawidził chrześcijan. Z jego polecenia biskup Grzegorz Grassi został aresztowany razem z 2 innymi biskupami (Franciszek Fogolla, Eliasz Facchini), 3 księżmi, 7 zakonnicami, 7 seminarzystami, 10 świeckimi pomocnikami misji i kilkoma wdowami. Aresztowano również protestanckich duchownych razem z ich rodzinami. Po aresztowaniu biskupa, księży i sióstr zakonnych w końcu czerwca 1900 r. Jakub odwiedzał ich każdego dnia. 9 lipca 1900 r. sam został aresztowany i stracony razem z pozostałymi uwięzionymi z rozkazu gubernatora Shanxi. W styczniu 1901 r. nowy zarządca prowincji urządził ich uroczysty pogrzeb.

## Dzień wspomnienia
9 lipca w grupie 120 męczenników chińskich.

## Proces beatyfikacyjny i kanonizacyjny
Beatyfikowany 24 listopada 1946 r. przez Piusa XII w grupie Grzegorz Grassi i 28 Towarzyszy. Kanonizowani w grupie 120 męczenników chińskich 1 października 2000 r. przez Jana Pawła II.